# John Boste
John Boste (* ca. 1544 in Dufton; † 24. Juni 1594 in Durham) war ein römisch-katholischer Priester und Märtyrer. Er war der jüngste Sohn von Nicholas Boste und seiner Frau Janet. Er besuchte das Queens College in Oxford. Das Studium schloss er im Jahre 1572 ab.

## Leben
1580 verließ Boste England und ging zusammen mit seinem Schützling Gerard Clibborn an das English College in Reims. Er wurde 1581 zum Priester geweiht und zurück nach England geschickt. Dort begann er seine Mission in den nördlichen Grafschaften und Schottland. Verschiedene Versuche ihn zu fangen, schlugen fehl.
Schließlich wurde er im September 1593 von einem abtrünnigen Katholiken verraten und in Durham verhaftet. Von dort wurde er nach Windsor, später dann in den Tower of London überstellt und sein Fall vor dem Privy Council untersucht. Im Sommer 1594 auf seinem Rücktransport nach Durham gelang ihm die Flucht zusammen mit einem anderen Priester, John Ingram, und einem katholischen Laien, George Swallowfield, die allerdings nur kurz dauerte. Am 24. Juli 1594 wurde er der unerlaubten Aus- und Einreise in das Land angeklagt und noch am gleichen Tag in Durham hingerichtet. Seine beiden Begleiter wurden zwei Tage später hingerichtet.
Boste wurde von Papst Paul VI. im Jahr 1970 heiliggesprochen. Er gehört damit zu den Vierzig Märtyrern von England und Wales. Der gemeinsame Gedenktag ist der 25. Oktober.